# Asco de vida
Asco de Vida (ADV) és una pàgina web creada el 23 d'abril del 2009 per Álex Tomás i Rubén Lotina.